# Meltdown (chaîne de bars)
Pour les articles homonymes, voir Meltdown.
Meltdown était une chaîne de bars dédiés au jeu vidéo et plus particulièrement au sport électronique.

## Historique
Basé sur l'idée d'un Barcraft permanent, le premier bar Meltdown est fondé en 2012 à Paris dans un petit bistrot de la rue Albert Thomas, à proximité de la Place de la République. Il retransmet des compétitions de sport électronique et met à disposition de sa clientèle des ordinateurs et consoles. Le 21 décembre 2013, le bar déménage au passage Thiéré, puis en 2020 Boulevard Richard-Lenoir, dans le 11e arrondissement de Paris à proximité de la place de la Bastille.

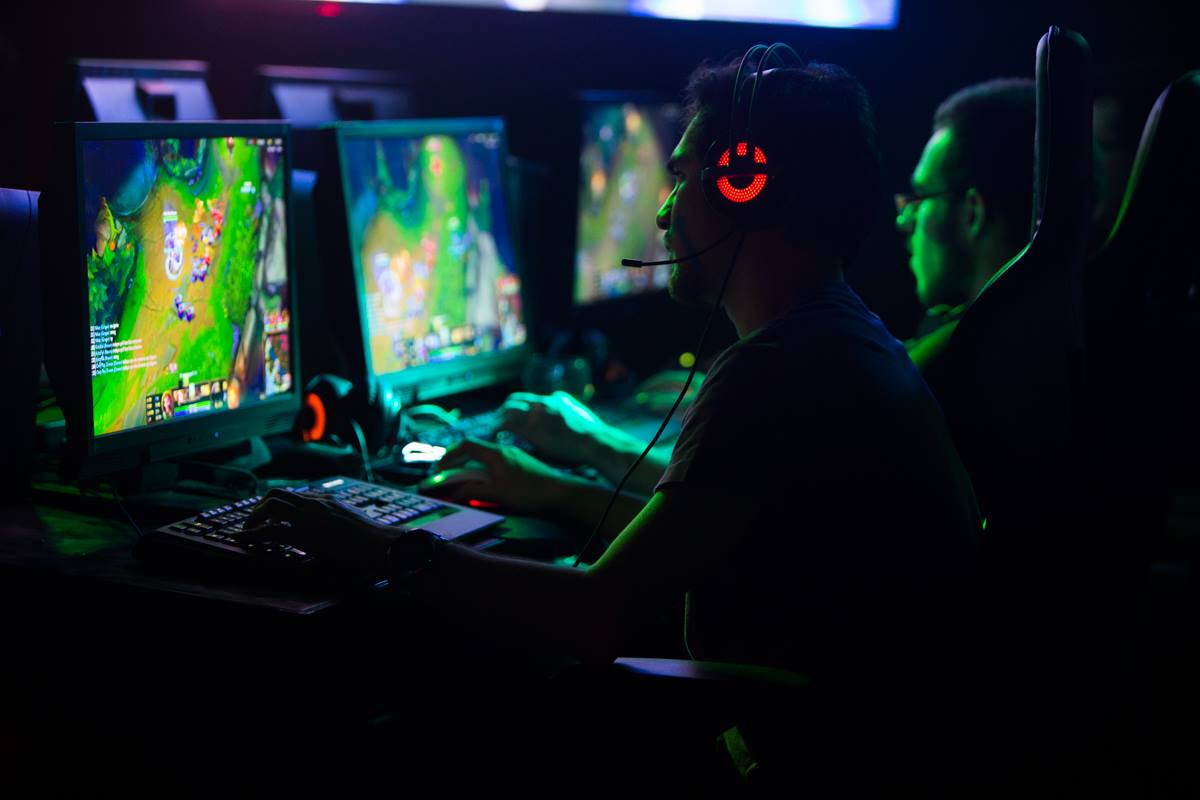
Joueurs de League of Legends au Meltdown Paris

Meltdown recourt ensuite à un système de franchise. En 2021, il y a 21 bars Meltdown dans sept pays.
Depuis le 14 septembre 2013, la société est dirigée par Sophia Metz.
En mars 2022, Meltdown annonce son acquisition par le groupe suédois Kappa Bar.
Après avoir été mis en redressement judiciaire fin 2023, la franchise Meltdown est définitivement liquidée le 27 mars 2024.

## Concept
Ouvert principalement le soir, le Meltdown a la particularité d'avoir une carte de cocktails directement inspirés de l'univers des jeux vidéo. Certains Meltdown proposent également des services de restauration rapide.
Un programme, variable en fonction des villes, met l'accent sur un jeu particulier par jour de la semaine, avec l'organisation d'un tournoi en participation libre.

En dehors des horaires de tournois, des ordinateurs et consoles en libre accès permettent aux clients de jouer à des jeux tels que Starcraft 2, League of Legends, Ultra Street Fighter IV, Hearthstone, Overwatch, CSGO, etc.
Les bars Meltdown retransmettent sur leurs écrans les compétitions majeures de sport électronique. Des événements sont régulièrement diffusés en streaming depuis le Meltdown, notamment avec la participation de personnalités comme Pomf et Thud.

## Joueurs professionnels
Une équipe de joueurs professionnels a été créée par le Meltdown en 2014. Le premier joueur à porter ses couleurs a été Olivier "Luffy" Hay, suivi d'Ilyes "Stephano" Satouri. Le joueur Florent "Neo" Lecoanet, champion du monde de Super Mario Kart, a ensuite rejoint l'équipe, ainsi que Bertrand "Bestmarmotte" Fagnoni en 2017.

## Prix et distinctions
- 2018 : Prix BFM Business ETI de Demain[14]
- 2019 : Prix du Franchiseur le plus audacieux[15]